# Hans Schröder (Autor)
Hans Schröder (* 25. Mai 1796 in Krempdorf; † 19. August 1855 in Altona) war ein deutscher Privatgelehrter und Lexikograf.

## Leben

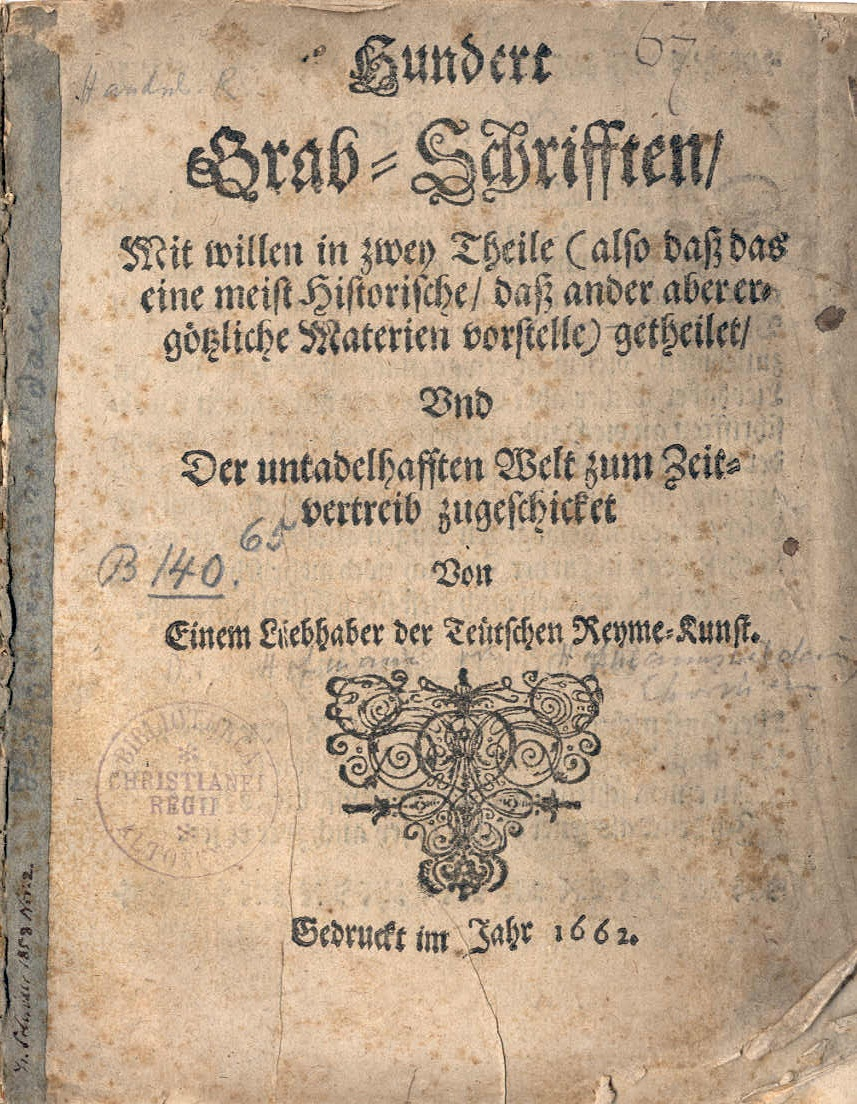
Titel der ehemals Schröderschen Bibliothek im Bestand des Christianeums mit handschriftlichem Vermerk unten links

Hans Schröder entstammte einer begüterten Bauernfamilie der Kremper Marsch. Nach dem Schulbesuch in Glückstadt studierte er Rechtswissenschaften und Geschichte an den Universitäten Jena und Kiel. Das Studium der Rechtswissenschaften schloss er 1823 mit dem Staatsexamen ab. 1828 katalogisierte er die mehr als 10.000 Bände umfassende Bibliothek des Schriftstellers Johann Gottwerth Müller in Itzehoe. An der Christian-Albrechts-Universität zu Kiel wurde er 1831 zum Dr. phil. promoviert. Nach dem Tod seiner Eltern bewirtschaftete er von 1837 bis 1843 als Erstgeborener den elterlichen Bauernhof, verkaufte diesen dann aber, um mit seiner Ehefrau künftig in Altona zu leben und ausschließlich seinen lexikographischen Interessen nachzugehen. Seine Bearbeitungen norddeutscher Biographien sind heute noch eine wichtige Quelle für Regionalhistoriker in Hamburg und Schleswig-Holstein. Er starb kurz vor Fertigstellung des Dritten Bandes des Lexikons der hamburgischen Schriftsteller. Dieses vielleicht wichtigste Werk Schröders wurde durch seine Nachfolger erst mit Erscheinen des achten Bandes 1883 zu Ende gebracht.
Seine umfangreiche Privatbibliothek von 8000 Bänden vermachte Hans Schröder drei Institutionen: Zuerst durfte die Hamburg Stadtbibliothek sich etwa 4000 Werke entnehmen, die sie selbst nicht im Bestand hatte. Den Rest teilten sich sein altes Gymnasium in Glückstadt und das Gymnasium Christianeum in Altona.

## Werke
- mit Detlev Lorenz Lübker: Lexikon der Schleswig-Holstein-Lauenburgischen und Eutinischen Schriftsteller[2] von 1796 bis 1828.
  - 1. Abt. A–M. Verlag K.[Karl] Aue, Altona 1829; urn:nbn:de:bvb:12-bsb10070518-7.
  - 2. Abt. N–Z, Verlag K. Aue, Altona, 1830; urn:nbn:de:bvb:12-bsb10070518-7 (beigebunden ab S. 383).
  - Nachträge und Register. Verlag K. Aue, Altona 1831; urn:nbn:de:bvb:12-bsb10070519-7.
- nicht ganz 400 Beiträge in Georg Friedrich August Schmidt: Neuen Nekrolog der Deutschen von 1829 bis 1853.
- Geschichte des Münsterdorfischen Consistoriums. 4 Lieferungen. Hammerich, Altona 1834–1843.
- Johann Gottwerth Müller, Verfasser des Siegfried von Lindenberg, nach seinem Leben und seinen Werken. Claussen, Itzehoe 1843; urn:nbn:de:bvb:12-bsb10065346-2.
- Geschichte und biographische Nachrichten von der Familie von Qualen. In: Nordalbingische Studien. 3, 1846, S. 103–145 (Digitalisat in der Google-Buchsuche).
- Lexikon der hamburgischen Schriftsteller bis zur Gegenwart, 8 Bände:
  - Band 1, Abatz – Dassovius. Perthes-Besser u. Mauke, Hamburg 1851; urn:nbn:de:bvb:12-bsb10735000-3.
  - Band 2, Dassovius – Günther. Perthes-Besser u. Mauke, Hamburg 1854; urn:nbn:de:bvb:12-bsb10735001-8.
  - Band 3, Günther – Kleye. Perthes-Besser u. Mauke, Hamburg 1857; urn:nbn:de:bvb:12-bsb10735002-3.
  - Band 4, Klincker – Lyser. Fortgesetzt von Friedrich August Cropp und Carl Rudolph Wilhelm Klose. Perthes-Besser u. Mauke, Hamburg 1866; urn:nbn:de:bvb:12-bsb10735003-9.
  - Band 5, Maak – Pauli. Fortgesetzt von Carl Rudolph Wilhelm Klose. Perthes-Besser u. Mauke, Hamburg 1870; urn:nbn:de:bvb:12-bsb10735004-4.
  - Band 6, Pauli -Schoff. Fortgesetzt von Carl Rudolph Wilhelm Klose. Perthes-Besser u. Mauke, Hamburg 1873; urn:nbn:de:bvb:12-bsb11158941-2.
  - Band 7, Scholvin – Westphalen. Fortgesetzt von Anton Heinrich Kellinghusen. Perthes-Besser u. Mauke, Hamburg 1879; urn:nbn:de:bvb:12-bsb11388926-3.
  - Band 8, Westphalen – Zylius. Fortgesetzt von Anton Heinrich Kellinghusen. Perthes-Besser u. Mauke, Hamburg 1883; archive.org.